# Большой Баранов
Мыс Большой Баранов (устар. Большой Баранов Камень) — скалистый мыс к востоку от устья Колымы, омывается Восточно-Сибирским морем. Расположен на территории Билибинского района Чукотского автономного округа.
Впервые был отмечен на карте Ф. Х. Плениснера в 1763 году. По мнению Ф. П. Врангеля, мыс получил название по большому числу диких баранов (аргалей), обитающих в окрестностях. Впоследствии слово «камень» на картах было опущено. Чукотское название Ралявэн — «жилища на пути».